# Lágrimas negras (film, 1997)
Pour les articles homonymes, voir Lágrimas negras.
Pour plus de détails, voir Fiche technique et Distribution.
Lágrimas negras est un film documentaire néerlando-cubain réalisé par Sonia Herman Dolz, sorti en 1997.
Le film, consacré au groupe cubain Vieja Trova Santiaguera, est une sorte de Buena Vista Social Club avant l'heure puisqu'il sort un an avant ce dernier et qu'il montre l'apothéose du groupe de papys cubains formé en 1994, soit deux ans avant celui de Ry Cooder, Compay Segundo et consorts.

## Fiche technique
- Titre : Lágrimas negras
- Réalisation : Sonia Herman Dolz
- Scénario : Sonia Herman Dolz et Kees Ryninks sur une idée de Leo Hannewijk
- Musique : Vieja Trova Santiaguera
- Photographie : Maarten Kramer, Deen Van der Zaken et Melle van Essen
- Montage : Gys Zevenbergen
- Production : Kees Ryninks
- Société de production : Ryninks Films
- Pays :  Cuba et  Pays-Bas
- Genre : Documentaire
- Durée : 75 minutes
- Dates de sortie : 
  -  Pays-Bas : 23 octobre 1997